# Opuntia guilanchi
Opuntia guilanchi es una planta perteneciente a la familia de los cactos (Cactaceae). 

## Clasificación y descripción
Planta arbustiva, con ramificación abierta, de 1.5-2 m de alto, aisladas, a veces forman matorrales. Tronco bien definido, de 15-50 cm de diámetro con aréolas de 5 mm de diámetro, corteza escamosa, escamas longitudinales formando cordones paralelos entre sí. Cladodios obovados, de 14-16 x 20-24 cm, verde claros con manchas púrpuras bajo las aréolas. Epidermis pubescente, estomas paracíticos, rectangulares y oblongos. Aréolas con fieltro en 7-10 (-12) series, subcirculares, obovadas a piriformes, de 2- 3 mm de diámetro, algo elevadas, distantes 12-15 mm entre sí, con fieltro moreno amarillento pasando a negro. Glóquidas amarillo claras, hasta 2 mm de largo. Espinas 2-3 o 4-5 en cladodios viejos, aciculares, divergentes o reflejas, ligeramente aplanadas, a menudo torcidas, de 5 a 20 mm de longitud, con la edad hasta 3.5 cm de largo, blancas, moteadas a grisáceas, nunca anuladas, quebradizas. Flores de 7 x 8 cm en la antesis, al principio verdosas anaranjadas después rosadas; pericarpelo tuberculado. Fruto xoconostle, subgloboso, de 4 cm de diámetro, pubescente, aromático, de color variable, generalmente amarillo, pero con frecuencia con la base color rojo anaranjado; aréolas subcirculares, distantes 6 mm entre sí, con notorias glóquidas amarillas, paredes del fruto anchas, ácidas, comestibles. Semillas irregulares, anguladas, con arilo angosto, como de 4 mm de diámetro, con funículos secos.

### Características distintivas para la identificación de esta especie
Arbustivas, 1.5-2 m de alto. Tronco 15-50 cm, corteza escamosa, escamas longitudinales formando cordones paralelos entre sí. Cladodios obovados, verde claros. Epidermis pubescente. Aréolas 7-10 (-12) series, subcirculares, obovadas a piriformes, algo elevadas, con fieltro moreno amarillento pasando a negro. Glóquidas amarillo claras. Espinas 2-3 o 4-5 en cladodios viejos, aciculares, divergentes o reflejos, ligeramente aplanados, a menudo torcidos, blancos, moteadas a grisáceas, nunca anuladas, quebradizas. Flores verdosas anaranjadas a rosadas; pericarpelo tuberculado. Fruto xoconostle, subgloboso, pubescente, generalmente amarillo con la base color rojo anaranjado.

## Distribución
Zacatecas, San Luis Potosí, Tamaulipas, Aguascalientes, Jalisco, Guanajuato, Querétaro, Estado de México e Hidalgo.

## Ambiente
Macroclima, BWw Clima desértico Clima árido con precipitaciones inferiores a 400 mm y BSx Clima árido continental Pacífico BW clima muy seco, desértico. Altitud, menor de 1500 m s. n. m. Tipo de vegetación, matorral xerófilo y pastizal.

## Estado de conservación
Especie no considerada bajo ninguna categoría de protección de la NOM- 059- ECOL-SEMARNAT- 2010.